# Iveta Roubíčková
Iveta Roubíčková z d. Knížková (ur. 3 marca 1967 w Karlowych Warach) – czeska biathlonistka reprezentująca również Czechosłowację, mistrzyni świata.

## Kariera
W zawodach Pucharu Świata zadebiutowała 19 grudnia 1991 roku w Hochfilzen, zajmując 45. miejsce w biegu indywidualnym. Pierwsze punkty zdobyła 18 stycznia 1992 roku w Ruhpolding, zajmując 13. miejsce w sprincie. Nigdy nie stanęła na podium indywidualnych zawodów pucharowych, najwyższą pozycję zajęła 6 marca 1993 roku w Lillehammer, kończąc rywalizację w sprincie na czwartej pozycji. Walkę o podium przegrała tam z Niemką Antje Harvey o 6,3 sekundy. Kilkukrotnie stawała na podium w zawodach drużynowych. Najlepsze wyniki osiągnęła w sezonie 1992/1993, kiedy zajęła 21. miejsce w klasyfikacji generalnej.
Podczas mistrzostw świata w Borowcu w 1993 roku wspólnie z Janą Vápeníkovą, Evą Hákovą i Jiřiną Adamičkovą zdobyła złoty medal w sztafecie. Był to pierwszy w historii medal dla Czech w tej konkurencji. Na tej samej imprezie zajęła też 35. miejsce w biegu indywidualnym i 66. w sprincie. Nigdy więcej nie startowała na imprezach tego cyklu.
W 1992 roku wystartowała na igrzyskach olimpijskich w Albertville, w swoim jedynym występie zajmując 41. miejsce w sprincie. Brała też udział w igrzyskach w Lillehammer dwa lata później, gdzie zajęła 34. miejsce w biegu indywidualnym i sprincie oraz siódme w sztafecie.

## Osiągnięcia

### Igrzyska olimpijskie
| Rok  | Miejscowość | Konkurencje | Konkurencje | Konkurencje | Konkurencje | Konkurencje | Konkurencje | Konkurencje |
| Rok  | Miejscowość | IN          | SP          | PU          | MS          | RL          | MR          | SR          |
| ---- | ----------- | ----------- | ----------- | ----------- | ----------- | ----------- | ----------- | ----------- |
| 1992 | Albertville | –           | 41.         | nd.         | nd.         | –           | nd.         | –           |
| 1994 | Lillehammer | 34.         | 34.         | nd.         | nd.         | 7.          | nd.         | –           |

### Mistrzostwa świata
| Rok  | Miejscowość | Konkurencje | Konkurencje | Konkurencje | Konkurencje | Konkurencje | Konkurencje | Konkurencje |
| Rok  | Miejscowość | IN          | SP          | PU          | MS          | RL          | MR          | SR          |
| ---- | ----------- | ----------- | ----------- | ----------- | ----------- | ----------- | ----------- | ----------- |
| 1993 | Borowec     | 35.         | 66.         | nd.         | nd.         | 1.          | nd.         | –           |

### Puchar Świata

#### Miejsca w klasyfikacji generalnej
| Sezon     | Miejsce |
| --------- | ------- |
| 1991/1992 | 53.     |
| 1992/1993 | 21.     |
| 1993/1994 | 35.     |

#### Miejsca na podium w zawodach
Roubíčková nigdy nie stanęła na podium zawodów indywidualnych.